# ليسوم قشري
ليسوم قشري (الاسم العلمي:Illicium difengpi) هو نوع نباتي يتبع جنس الليسوم من فصيلة الشزندرية.